# شونبرگ (هوفگایزمار)
شونبرگ (به آلمانی: Schöneberg) یک منطقهٔ مسکونی در آلمان است که در هوفگایزمار واقع شده‌است. شونبرگ ۶۰۰ نفر جمعیت دارد.